# ビニー・ペスタノ
ビンセント・ウィリアム・ペスタノ（Vincent William Pestano, 1985年2月20日 - ）は、アメリカ合衆国・カリフォルニア州オレンジ郡ハンティントンビーチ出身の元プロ野球選手（投手）。右投右打。

## 経歴

### プロ入りとインディアンス時代
カリフォルニア州立大学フラトン校から2006年のMLBドラフト20巡目（全体611位）でクリーブランド・インディアンスから指名され、プロ入り。
2010年9月23日のカンザスシティ・ロイヤルズ戦でメジャーデビューを果たした。
2011年はシーズン途中からセットアッパーを任され、67試合に登板した。奪三振率が非常に高く、ア・リーグの救援投手では5番目に多い84個の三振を奪った。
2012年も前年に続いて好成績を残し、ジョエル・ペラルタに次いで両リーグ2位の36ホールドを記録した。
2013年開幕前の2月27日に第3回WBCのアメリカ合衆国代表に選出された事が発表され、代表入りしている。

### エンゼルス時代
2014年8月7日にマイク・クレビンジャーとのトレードで、ロサンゼルス・エンゼルス・オブ・アナハイムへ移籍した。8月10日にメジャー昇格したが、16日に僅か1試合の登板のみで傘下のAAA級ソルトレイク・ビーズへ降格した。9月2日にセプテンバー・コールアップで、メジャーに再昇格した。エンゼルス移籍後は12試合の登板ながら防御率0.93、9.2イニングで13奪三振を記録する力投を見せた。この移籍後の防御率0.00台に引っ張られ、インディアンスでは5.00だったが、シーズン通算では25試合で防御率2.89にまとめた。
2015年7月28日にDFAとなり、8月3日に40人枠を外れる形でAAA級ソルトレイクへ配属された。オフの10月5日にFAとなった。

### エンゼルス退団後
2015年12月19日にニューヨーク・ヤンキースとマイナー契約を結んだ。
2016年は開幕から傘下のAAA級スクラントン・ウィルクスバリ・レイルライダースでプレーしていたが、7月5日に自由契約となった。
2017年4月4日に独立リーグ・アトランティックリーグのブリッジポート・ブルーフィッシュと契約。
2018年3月29日にアトランティックリーグのロングアイランド・ダックスと契約。6月13日に現役引退を表明した。

## 詳細情報

### 年度別投手成績
| 年 度     | 球 団     | 登 板 | 先 発 | 完 投 | 完 封 | 無 四 球 | 勝 利 | 敗 戦 | セ 丨 ブ | ホ 丨 ル ド | 勝 率 | 打 者 | 投 球 回 | 被 安 打 | 被 本 塁 打 | 与 四 球 | 敬 遠 | 与 死 球 | 奪 三 振 | 暴 投 | ボ 丨 ク | 失 点 | 自 責 点 | 防 御 率 | W H I P |
| --------- | --------- | ----- | ----- | ----- | ----- | -------- | ----- | ----- | -------- | ----------- | ----- | ----- | -------- | -------- | ----------- | -------- | ----- | -------- | -------- | ----- | -------- | ----- | -------- | -------- | ------- |
| 2010      | CLE       | 5     | 0     | 0     | 0     | 0        | 0     | 0     | 1        | 0           | ----  | 23    | 5.0      | 4        | 0           | 5        | 0     | 0        | 8        | 0     | 0        | 2     | 2        | 3.60     | 1.80    |
| 2011      | CLE       | 67    | 0     | 0     | 0     | 0        | 1     | 2     | 2        | 23          | .333  | 250   | 62.0     | 41       | 5           | 24       | 3     | 3        | 84       | 0     | 0        | 16    | 16       | 2.32     | 1.05    |
| 2012      | CLE       | 70    | 0     | 0     | 0     | 0        | 3     | 3     | 2        | 36          | .500  | 286   | 70.0     | 53       | 7           | 24       | 1     | 4        | 76       | 1     | 0        | 20    | 20       | 2.57     | 1.10    |
| 2013      | CLE       | 37    | 0     | 0     | 0     | 0        | 1     | 2     | 6        | 6           | .333  | 159   | 35.1     | 37       | 6           | 21       | 1     | 1        | 37       | 2     | 0        | 18    | 16       | 4.08     | 1.64    |
| 通算：4年 | 通算：4年 | 179   | 0     | 0     | 0     | 0        | 5     | 7     | 11       | 65          | .417  | 718   | 172.1    | 135      | 18          | 74       | 5     | 8        | 205      | 3     | 0        | 56    | 54       | 2.82     | 1.21    |

- 2013年度シーズン終了時

### 背番号
- 52 (2010年 - 2014年途中)
- 63 (2014年途中 - 2015年)

### 代表歴
- 2013 ワールド・ベースボール・クラシック・アメリカ合衆国代表